# Ingela Strandberg
Pour les articles homonymes, voir Strandberg.
Ingela Strandberg, née le 26 février 1944  à Grimeton (commune de Varberg), est une poète, dramaturge, traductrice, journaliste et musicienne suédoise.

## Biographie
Elle est née et a grandi dans la province du Halland (sud de la Suède), où elle vit toujours avec sa famille. Journaliste de formation, elle a commencé à travailler à l'âge de 18 ans au Hallands Nyheter. Elle a publié depuis 1973 plus d'une trentaine de livres chez différents éditeurs.
Dans ses livres, Strandberg prend souvent la défenses de personnes moralement réprouvées. Filles enceintes, couples non mariés, chiens galeux… Elle soumet ses personnages féminins à des épreuves difficiles. La nature, la solitude, le désir de liberté, l'animalité de la nuit, le danger et la mort sont des thèmes récurrents de son écriture et de sa poésie.
2023 - Prix de poésie de la Radio suédoise (Sveriges Radios lyrikpris) 

## Œuvres traduites en français
- Le Royaume des bois d’élans [« Lyssnaren »], poèmes,trad. de Virginie Büschel, Marseille/Montréal, France/Québec, Éditions Agone/Comeau et Nadeau éditeur, coll. « Marginales », 1999, 91 p.  (ISBN 2-910846-20-2)